# Новоржевский район
Новорже́вский райо́н — административно-территориальная единица (район) и муниципальное образование (муниципальный район) в центре Псковской области России.
Административный центр — город Новоржев.

## География
Район граничит на севере с Островским, Порховским и Дедовичским районами, на северо-востоке и востоке — с Бежаницким районом, на западе — с Пушкиногорским, на юге — с Опочецким районом.
Площадь района — 1682 км².
Основные реки — Сороть и её приток Льста.
Северную часть района составляет Соротская низина, на юге — Бежаницкая возвышенность с высшими точками Псковской области, горами Липницкая (338,7 м) и Лобно (337,9 м), на крайнем севере района — южные склоны Судомской возвышенности.

## История
Район образован 1 августа 1927 года в составе Ленинградской области. Указом Президиума Верховного Совета СССР от 22 августа 1944 года вошёл в состав вновь образованной Псковской области. 3 октября 1959 года к Новоржевскому району была присоединена часть территории упразднённого Сошихинского района.

## Население
| 1959   | 1970    | 1979    | 1989    | 2002    | 2009    | 2010  | 2011  | 2012  |
| ------ | ------- | ------- | ------- | ------- | ------- | ----- | ----- | ----- |
| 29 357 | ↘22 627 | ↘18 256 | ↘15 854 | ↘12 217 | ↘10 547 | ↘9334 | ↘9259 | ↘9163 |
| 2013   | 2014    | 2015    | 2016    | 2017    | 2018    | 2019  | 2020  | 2021  |
| ↘8964  | ↘8811   | ↘8583   | ↘8471   | ↘8253   | ↘8044   | ↘7849 | ↘7670 | ↗7955 |
| 2023   |         |         |         |         |         |       |       |       |
| ↘7785  |         |         |         |         |         |       |       |       |

По состоянию на 1 января 2021 года из 7785 жителей района в городских условиях (в городе Новоржев) проживают 41,39 % населения района (или 3222 жителя), в сельских — 58,61 % или 4563 жителей .
По данным переписи населения 2010 года численность населения района составляла 9334 человека, в том числе 3695 городских жителей (39,59 % от общего населения) и 5639 сельских жителей (60,41 %).
Национальный состав
По итогам переписи населения 2020 года проживали следующие национальности (национальности менее 0,1 % и другое, см. в сноске к строке «Другие»):
| Национальность | Численность, чел. | Доля     |
| -------------- | ----------------- | -------- |
| Русские        | 7437              | 93,49 %  |
| Цыгане         | 230               | 2,89 %   |
| Узбеки         | 49                | 0,62 %   |
| Украинцы       | 49                | 0,62 %   |
| Белорусы       | 36                | 0,45 %   |
| Азербайджанцы  | 16                | 0,20 %   |
| Татары         | 10                | 0,13 %   |
| Чеченцы        | 8                 | 0,10 %   |
| Другие         | 120               | 1,50 %   |
| Итого          | 7955              | 100,00 % |

## Населённые пункты
По переписи 2002 года в районе насчитывалось всего 437 сельских населённых пунктов, из которых в 77 деревнях население отсутствовало, в 124 деревнях жило от 1 до 5 человек, в 85 — от 6 до 10 человек, в 92 — от 11 до 25 человек, в 36 — от 26 до 50 человек, в 9 — от 51 до 100 человек, в 7 — от 101 до 200 человек, в 5 — от 201 до 500 человек и в 2 — от 501 до 1000 человек
По переписи 2010 года на территории района было расположено 437 сельских населённых пунктов, из которых в 132 деревнях население отсутствовало, в 158 деревнях жило от 1 до 5 человек, в 61 — от 6 до 10 человек, в 54 — от 11 до 25 человек, в 15 — от 26 до 50 человек, в 5 — от 51 до 100 человек, в 6 — от 101 до 200 человек, в 4 — от 201 до 500 человек и в 2 — от 501 до 1000 человек.
На данный момент в состав района входят 438 населённых пунктов в составе одного городского и трёх сельских поселений:
| №   | Населённый пункт  | Тип     | Население                                                                                  | Муниципальное образование |
| --- | ----------------- | ------- | ------------------------------------------------------------------------------------------ | ------------------------- |
| 1   | Агафоново         | деревня | ↗10                                                                                        | Новоржевская волость      |
| 2   | Адорье            | деревня | ↘11                                                                                        | Выборская волость         |
| 3   | Акулово           | деревня | ↘7                                                                                         | Выборская волость         |
| 4   | Алтун             | деревня | ↘24                                                                                        | Вехнянская волость        |
| 5   | Амелино           | деревня | ↘2                                                                                         | Выборская волость         |
| 6   | Анашкино          | деревня | ↗24                                                                                        | Вехнянская волость        |
| 7   | Антипово          | деревня | ↘5                                                                                         | Новоржевская волость      |
| 8   | Аполье            | деревня | ↘7                                                                                         | Выборская волость         |
| 9   | Апросово          | деревня | ↘2                                                                                         | Новоржевская волость      |
| 10  | Бабаи             | деревня | →0                                                                                         | Выборская волость         |
| 11  | Бабихино          | деревня | ↘4                                                                                         | Выборская волость         |
| 12  | Байкино           | деревня | ↘17                                                                                        | Выборская волость         |
| 13  | Барсуки           | деревня | ↘5                                                                                         | Выборская волость         |
| 14  | Барута            | деревня | ↘149                                                                                       | Новоржевская волость      |
| 15  | Басино            | деревня | ↘33                                                                                        | Выборская волость         |
| 16  | Батково           | деревня | ↘17                                                                                        | Вехнянская волость        |
| 17  | Батово            | деревня | ↗4                                                                                         | Новоржевская волость      |
| 18  | Бездеж            | деревня | ↘1058                                                                                      | Вехнянская волость        |
| 19  | Белогубово        | деревня | →0                                                                                         | Новоржевская волость      |
| 20  | Березовец         | деревня | ↘50                                                                                        | Вехнянская волость        |
| 21  | Бибирево          | деревня | ↗4                                                                                         | Новоржевская волость      |
| 22  | Биряево           | деревня | →0                                                                                         | Выборская волость         |
| 23  | Болоково          | деревня | ↘7                                                                                         | Вехнянская волость        |
| 24  | Большая Пожня     | деревня | ↘17                                                                                        | Вехнянская волость        |
| 25  | Большая Слобода   | деревня | ↘40                                                                                        | Вехнянская волость        |
| 26  | Большие Баксти    | деревня | →0                                                                                         | Выборская волость         |
| 27  | Большое Алешно    | деревня | ↘3                                                                                         | Выборская волость         |
| 28  | Большое Елисеево  | деревня | ↗1                                                                                         | Выборская волость         |
| 29  | Большое Кузино    | деревня | ↘2                                                                                         | Вехнянская волость        |
| 30  | Большое Никулино  | деревня | ↘3                                                                                         | Вехнянская волость        |
| 31  | Борки             | деревня | ↘4                                                                                         | Новоржевская волость      |
| 32  | Боровичи          | деревня | ↘6                                                                                         | Новоржевская волость      |
| 33  | Бородёнки         | деревня | ↘4                                                                                         | Выборская волость         |
| 34  | Бородино          | деревня | ↘9                                                                                         | Новоржевская волость      |
| 35  | Ботвино           | деревня | ↘6                                                                                         | Выборская волость         |
| 36  | Бруствино         | деревня | ↘4                                                                                         | Выборская волость         |
| 37  | Брянцево          | деревня | ↘4                                                                                         | Новоржевская волость      |
| 38  | Булохово          | деревня | ↘125                                                                                       | Вехнянская волость        |
| 39  | Бураки            | деревня | ↘5                                                                                         | Выборская волость         |
| 40  | Бышово            | деревня | ↗2                                                                                         | Новоржевская волость      |
| 41  | Варитино          | деревня | ↘12                                                                                        | Выборская волость         |
| 42  | Василево          | деревня | ↘0                                                                                         | Выборская волость         |
| 43  | Василёво          | деревня | ↘0                                                                                         | Выборская волость         |
| 44  | Васьково-Иглино   | деревня | ↘16                                                                                        | Вехнянская волость        |
| 45  | Васюгино          | деревня | ↘4                                                                                         | Новоржевская волость      |
| 46  | Васюгино          | деревня | ↘39                                                                                        | Новоржевская волость      |
| 47  | Вёска             | деревня | ↘217                                                                                       | Выборская волость         |
| 48  | Вехно             | деревня | ↘247                                                                                       | Вехнянская волость        |
| 49  | Вешалиха          | деревня | ↗1                                                                                         | Новоржевская волость      |
| 50  | Взгляды           | деревня | ↘5                                                                                         | Выборская волость         |
| 51  | Вичиково          | деревня | ↘2                                                                                         | Выборская волость         |
| 52  | Вишенка           | деревня | →0                                                                                         | Выборская волость         |
| 53  | Вишлёво           | деревня | ↘54                                                                                        | Выборская волость         |
| 54  | Власково          | деревня | ↘9                                                                                         | Новоржевская волость      |
| 55  | Волчицкое         | деревня | ↘73                                                                                        | Вехнянская волость        |
| 56  | Вопово            | деревня | →0                                                                                         | Выборская волость         |
| 57  | Воробьёво         | деревня | ↘4                                                                                         | Выборская волость         |
| 58  | Воронкова Нива    | деревня | ↗16                                                                                        | Вехнянская волость        |
| 59  | Выбор             | деревня | ↘501                                                                                       | Выборская волость         |
| 60  | Вылозово          | деревня | ↘2                                                                                         | Вехнянская волость        |
| 61  | Высокое           | деревня | ↘127                                                                                       | Новоржевская волость      |
| 62  | Глазово           | деревня | →0                                                                                         | Выборская волость         |
| 63  | Глухово           | деревня | ↘15                                                                                        | Выборская волость         |
| 64  | Гнилки            | деревня | ↘5                                                                                         | Новоржевская волость      |
| 65  | Голово            | деревня | →1                                                                                         | Выборская волость         |
| 66  | Голубево          | деревня | ↘0                                                                                         | Новоржевская волость      |
| 67  | Голубово          | деревня | ↘10                                                                                        | Выборская волость         |
| 68  | Горка             | деревня | ↘5                                                                                         | Новоржевская волость      |
| 69  | Горки             | деревня | ↘1                                                                                         | Выборская волость         |
| 70  | Городище          | деревня | ↘3                                                                                         | Выборская волость         |
| 71  | Горькухино        | деревня | ↘2                                                                                         | Новоржевская волость      |
| 72  | Грибаново         | деревня | ↘5                                                                                         | Выборская волость         |
| 73  | Грибово           | деревня | ↘26                                                                                        | Вехнянская волость        |
| 74  | Гривино           | деревня | ↘94                                                                                        | Новоржевская волость      |
| 75  | Гридино           | деревня | ↘4                                                                                         | Выборская волость         |
| 76  | Гриньково         | деревня | →0                                                                                         | Новоржевская волость      |
| 77  | Грихново          | деревня | ↘4                                                                                         | Новоржевская волость      |
| 78  | Гришино           | деревня | ↘2                                                                                         | Выборская волость         |
| 79  | Гришино           | деревня | →0                                                                                         | Новоржевская волость      |
| 80  | Гришино-1         | деревня | ↘2                                                                                         | Новоржевская волость      |
| 81  | Гришино-2         | деревня | →0                                                                                         | Новоржевская волость      |
| 82  | Гром              | деревня | ↘3                                                                                         | Новоржевская волость      |
| 83  | Груздовицы        | деревня | ↘4                                                                                         | Новоржевская волость      |
| 84  | Губкино           | деревня | ↘25                                                                                        | Выборская волость         |
| 85  | Гурово            | деревня | ↘0                                                                                         | Выборская волость         |
| 86  | Гускино           | деревня | ↘28                                                                                        | Новоржевская волость      |
| 87  | Гущино            | деревня | →0                                                                                         | Выборская волость         |
| 88  | Давидиха          | деревня | →3                                                                                         | Выборская волость         |
| 89  | Давыдково         | деревня | ↘4                                                                                         | Новоржевская волость      |
| 90  | Девкино           | деревня | ↘1                                                                                         | Новоржевская волость      |
| 91  | Денескино         | деревня | →11                                                                                        | Выборская волость         |
| 92  | Деревицы          | деревня | ↘19                                                                                        | Выборская волость         |
| 93  | Дмитровка         | деревня | ↘2                                                                                         | Выборская волость         |
| 94  | Добруха           | деревня | ↘4                                                                                         | Новоржевская волость      |
| 95  | Долосец           | деревня | ↘8                                                                                         | Новоржевская волость      |
| 96  | Доманово          | деревня | ↘5                                                                                         | Вехнянская волость        |
| 97  | Доманьково        | деревня | ↘4                                                                                         | Выборская волость         |
| 98  | Дорожкино         | деревня | ↘29                                                                                        | Вехнянская волость        |
| 99  | Дорохово          | деревня | ↘14                                                                                        | Выборская волость         |
| 100 | Дренино           | деревня | ↘2                                                                                         | Выборская волость         |
| 101 | Дробуши           | деревня | ↘0                                                                                         | Выборская волость         |
| 102 | Дублиньково       | деревня | ↘3                                                                                         | Вехнянская волость        |
| 103 | Дубровы           | деревня | →172                                                                                       | Новоржевская волость      |
| 104 | Дудкино           | деревня | ↘4                                                                                         | Выборская волость         |
| 105 | Дупли             | деревня | →6                                                                                         | Выборская волость         |
| 106 | Дыбово            | деревня | →0                                                                                         | Вехнянская волость        |
| 107 | Дятлово           | деревня | ↘0                                                                                         | Новоржевская волость      |
| 108 | Евдокимиха        | деревня | →0                                                                                         | Новоржевская волость      |
| 109 | Еремеево          | деревня | ↘3                                                                                         | Новоржевская волость      |
| 110 | Ероново           | деревня | ↘0                                                                                         | Новоржевская волость      |
| 111 | Ершово            | деревня | ↘0                                                                                         | Новоржевская волость      |
| 112 | Жабкино           | деревня | →0                                                                                         | Выборская волость         |
| 113 | Жадрицы           | деревня | ↘232                                                                                       | Новоржевская волость      |
| 114 | Жар               | деревня | →0                                                                                         | Новоржевская волость      |
| 115 | Жары              | деревня | ↘6                                                                                         | Новоржевская волость      |
| 116 | Жекупино          | деревня | ↘52                                                                                        | Новоржевская волость      |
| 117 | Жигариха          | деревня | ↗3                                                                                         | Выборская волость         |
| 118 | Жихарево          | деревня | →2                                                                                         | Выборская волость         |
| 119 | Жуковичи          | деревня | →0                                                                                         | Новоржевская волость      |
| 120 | Жуково            | деревня | ↘0                                                                                         | Выборская волость         |
| 121 | Жуково            | деревня | ↘9                                                                                         | Выборская волость         |
| 122 | Жуково            | деревня | ↘2                                                                                         | Новоржевская волость      |
| 123 | Жуково            | деревня | ↘0                                                                                         | Выборская волость         |
| 124 | Заболотье         | деревня | ↘2                                                                                         | Вехнянская волость        |
| 125 | Заборье           | деревня | ↘16                                                                                        | Новоржевская волость      |
| 126 | Заборье           | деревня | ↘19                                                                                        | Новоржевская волость      |
| 127 | Завидовка         | деревня | →0                                                                                         | Новоржевская волость      |
| 128 | Задолжье          | деревня | ↘10                                                                                        | Вехнянская волость        |
| 129 | Закулижье         | деревня | ↘1                                                                                         | Выборская волость         |
| 130 | Залог             | деревня | →0                                                                                         | Новоржевская волость      |
| 131 | Залог             | деревня | ↘14                                                                                        | Вехнянская волость        |
| 132 | Залужье           | деревня | ↗23                                                                                        | Выборская волость         |
| 133 | Занеги            | деревня | ↘0                                                                                         | Выборская волость         |
| 134 | Запятково         | деревня | ↘30                                                                                        | Новоржевская волость      |
| 135 | Зарвино           | деревня | →0                                                                                         | Новоржевская волость      |
| 136 | Заречье           | деревня | ↘110                                                                                       | Выборская волость         |
| 137 | Засухино          | деревня | ↗5                                                                                         | Выборская волость         |
| 138 | Захново           | деревня | ↘2                                                                                         | Выборская волость         |
| 139 | Заход             | деревня | ↘2                                                                                         | Новоржевская волость      |
| 140 | Заход             | деревня | →3                                                                                         | Новоржевская волость      |
| 141 | Звёздово          | деревня | ↘1                                                                                         | Выборская волость         |
| 142 | Звягино           | деревня | ↘0                                                                                         | Вехнянская волость        |
| 143 | Звягино           | деревня | →0                                                                                         | Новоржевская волость      |
| 144 | Зенцово           | деревня | ↘4                                                                                         | Вехнянская волость        |
| 145 | Зимник            | деревня | →0                                                                                         | Выборская волость         |
| 146 | Иваньково         | деревня | ↘10                                                                                        | Новоржевская волость      |
| 147 | Ивахново          | деревня | ↘0                                                                                         | Вехнянская волость        |
| 148 | Игнатово          | деревня | ↗2                                                                                         | Новоржевская волость      |
| 149 | Игнашёво          | деревня | ↘5                                                                                         | Выборская волость         |
| 150 | Извоз             | деревня | ↘8                                                                                         | Новоржевская волость      |
| 151 | Исаково           | деревня | ↘1                                                                                         | Выборская волость         |
| 152 | Исаково           | деревня | ↘2                                                                                         | Новоржевская волость      |
| 153 | Кабаны            | деревня | ↘4                                                                                         | Выборская волость         |
| 154 | Казариново        | деревня | →0                                                                                         | Выборская волость         |
| 155 | Каменец           | деревня | →0                                                                                         | Новоржевская волость      |
| 156 | Канашовка         | деревня | ↘5                                                                                         | Вехнянская волость        |
| 157 | Карпилово         | деревня | ↘5                                                                                         | Выборская волость         |
| 158 | Каруево           | деревня | →0                                                                                         | Выборская волость         |
| 159 | Каруза            | деревня | ↘1                                                                                         | Вехнянская волость        |
| 160 | Карузы            | деревня | ↘11                                                                                        | Выборская волость         |
| 161 | Кашилиха          | деревня | →1                                                                                         | Новоржевская волость      |
| 162 | Кашиха            | деревня | ↘4                                                                                         | Выборская волость         |
| 163 | Кисляково         | деревня | ↘2                                                                                         | Новоржевская волость      |
| 164 | Клескалово        | деревня | ↘8                                                                                         | Выборская волость         |
| 165 | Климово           | деревня | ↘6                                                                                         | Новоржевская волость      |
| 166 | Клин              | деревня | ↘0                                                                                         | Выборская волость         |
| 167 | Клопино           | деревня | →0                                                                                         | Вехнянская волость        |
| 168 | Ковцы             | деревня | →0                                                                                         | Выборская волость         |
| 169 | Козловка          | деревня | ↘0                                                                                         | Новоржевская волость      |
| 170 | Коковичино        | деревня | ↘1                                                                                         | Новоржевская волость      |
| 171 | Конохново         | деревня | ↘1                                                                                         | Выборская волость         |
| 172 | Коньково          | деревня | ↘10                                                                                        | Вехнянская волость        |
| 173 | Копылово          | деревня | ↘11                                                                                        | Выборская волость         |
| 174 | Кораблёво         | деревня | ↘3                                                                                         | Новоржевская волость      |
| 175 | Корнилково        | деревня | ↘6                                                                                         | Новоржевская волость      |
| 176 | Корнышено         | деревня | ↘2                                                                                         | Выборская волость         |
| 177 | Коростовец        | деревня | ↘6                                                                                         | Новоржевская волость      |
| 178 | Коротыли          | деревня | ↘4                                                                                         | Новоржевская волость      |
| 179 | Косарово          | деревня | ↘0                                                                                         | Новоржевская волость      |
| 180 | Коськино          | деревня | ↗50                                                                                        | Новоржевская волость      |
| 181 | Косьяново         | деревня | ↗14                                                                                        | Новоржевская волость      |
| 182 | Котово            | деревня | ↘5                                                                                         | Выборская волость         |
| 183 | Красное Болото    | деревня | ↘1                                                                                         | Вехнянская волость        |
| 184 | Красное Кузино    | деревня | →0                                                                                         | Выборская волость         |
| 185 | Крашневец         | деревня | →0                                                                                         | Выборская волость         |
| 186 | Кремье            | деревня | →0                                                                                         | Новоржевская волость      |
| 187 | Кренёво           | деревня | →6                                                                                         | Выборская волость         |
| 188 | Кролино           | деревня | →0                                                                                         | Выборская волость         |
| 189 | Крутцы            | деревня | ↘13                                                                                        | Выборская волость         |
| 190 | Крюково           | деревня | ↘22                                                                                        | Выборская волость         |
| 191 | Кудрово           | деревня | ↘0                                                                                         | Выборская волость         |
| 192 | Кудяево           | деревня | ↘3                                                                                         | Выборская волость         |
| 193 | Кузьмино          | деревня | ↘11                                                                                        | Новоржевская волость      |
| 194 | Кураново          | деревня | →0                                                                                         | Выборская волость         |
| 195 | Курохново         | деревня | ↘11                                                                                        | Вехнянская волость        |
| 196 | Кушино            | деревня | →3                                                                                         | Выборская волость         |
| 197 | Ладино            | деревня | ↘17                                                                                        | Новоржевская волость      |
| 198 | Лазовка           | деревня | ↘0                                                                                         | Выборская волость         |
| 199 | Лаптево           | деревня | ↘9                                                                                         | Новоржевская волость      |
| 200 | Ласино            | деревня | ↘17                                                                                        | Новоржевская волость      |
| 201 | Лентьево          | деревня | ↘7                                                                                         | Выборская волость         |
| 202 | Лёхово            | деревня | →0                                                                                         | Вехнянская волость        |
| 203 | Лжун              | деревня | ↘14                                                                                        | Новоржевская волость      |
| 204 | Липовик           | деревня | →0                                                                                         | Новоржевская волость      |
| 205 | Лисичино          | деревня | ↘2                                                                                         | Новоржевская волость      |
| 206 | Лисово            | деревня | ↘0                                                                                         | Новоржевская волость      |
| 207 | Литово            | деревня | ↘70                                                                                        | Вехнянская волость        |
| 208 | Лобаново          | деревня | ↘3                                                                                         | Новоржевская волость      |
| 209 | Лопанево          | деревня | ↘0                                                                                         | Новоржевская волость      |
| 210 | Лопатино          | деревня | ↘0                                                                                         | Выборская волость         |
| 211 | Лопаткино         | деревня | ↘0                                                                                         | Выборская волость         |
| 212 | Лужково           | деревня | ↘6                                                                                         | Выборская волость         |
| 213 | Лукино            | деревня | ↘7                                                                                         | Вехнянская волость        |
| 214 | Лунёвка           | деревня | ↘11                                                                                        | Новоржевская волость      |
| 215 | Лунино            | деревня | →30                                                                                        | Выборская волость         |
| 216 | Луханово          | деревня | ↘2                                                                                         | Вехнянская волость        |
| 217 | Любавец           | деревня | →3                                                                                         | Выборская волость         |
| 218 | Лябино            | деревня | ↗6                                                                                         | Вехнянская волость        |
| 219 | Макарихино        | деревня | ↘5                                                                                         | Новоржевская волость      |
| 220 | Макарово          | деревня | ↘306                                                                                       | Новоржевская волость      |
| 221 | Максово           | деревня | ↘4                                                                                         | Выборская волость         |
| 222 | Малое Алешно      | деревня | ↘3                                                                                         | Выборская волость         |
| 223 | Малое Елисеево    | деревня | ↘0                                                                                         | Выборская волость         |
| 224 | Малое Никулино    | деревня | ↘5                                                                                         | Вехнянская волость        |
| 225 | Малыгино          | деревня | ↘3                                                                                         | Вехнянская волость        |
| 226 | Манушкино         | деревня | ↘0                                                                                         | Новоржевская волость      |
| 227 | Марково           | деревня | ↘0                                                                                         | Выборская волость         |
| 228 | Мартюши           | деревня | ↗2                                                                                         | Выборская волость         |
| 229 | Мартюшово         | деревня | ↘0                                                                                         | Новоржевская волость      |
| 230 | Марчиково         | деревня | ↗3                                                                                         | Выборская волость         |
| 231 | Марьино           | деревня | ↘2                                                                                         | Выборская волость         |
| 232 | Маслиха           | деревня | ↘0                                                                                         | Новоржевская волость      |
| 233 | Махново           | деревня | →0                                                                                         | Новоржевская волость      |
| 234 | Машатино          | деревня | ↘3                                                                                         | Новоржевская волость      |
| 235 | Медвёдово         | деревня | →0                                                                                         | Вехнянская волость        |
| 236 | Меженино          | деревня | ↘2                                                                                         | Выборская волость         |
| 237 | Мелехово          | деревня | ↘5                                                                                         | Новоржевская волость      |
| 238 | Мешток            | деревня | ↘44                                                                                        | Вехнянская волость        |
| 239 | Мирослав          | деревня | ↘0                                                                                         | Вехнянская волость        |
| 240 | Михалино          | деревня | ↘7                                                                                         | Новоржевская волость      |
| 241 | Михалкино         | деревня | ↘41                                                                                        | Новоржевская волость      |
| 242 | Михеево           | деревня | ↘1                                                                                         | Выборская волость         |
| 243 | Михеево           | деревня | ↘0                                                                                         | Новоржевская волость      |
| 244 | Мишаково          | деревня | ↘0                                                                                         | Новоржевская волость      |
| 245 | Мишино            | деревня | →2                                                                                         | Новоржевская волость      |
| 246 | Молчаново         | деревня | ↘3                                                                                         | Выборская волость         |
| 247 | Морозы            | деревня | →0                                                                                         | Выборская волость         |
| 248 | Мосеево           | деревня | ↘0                                                                                         | Выборская волость         |
| 249 | Мосеево           | деревня | →4                                                                                         | Новоржевская волость      |
| 250 | Мосеево           | деревня | ↘5                                                                                         | Вехнянская волость        |
| 251 | Мотовилово        | деревня | ↘2                                                                                         | Выборская волость         |
| 252 | Муровичи          | деревня | ↘8                                                                                         | Вехнянская волость        |
| 253 | Мыльнёво          | деревня | ↘7                                                                                         | Новоржевская волость      |
| 254 | Мясово            | деревня | ↘3                                                                                         | Выборская волость         |
| 255 | Наумково          | деревня | →4                                                                                         | Новоржевская волость      |
| 256 | Нешено            | деревня | ↗5                                                                                         | Выборская волость         |
| 257 | Никитино          | деревня | →6                                                                                         | Новоржевская волость      |
| 258 | Никулино          | деревня | ↘22                                                                                        | Выборская волость         |
| 259 | Никулино          | деревня | ↘15                                                                                        | Выборская волость         |
| 260 | Новины            | деревня | →0                                                                                         | Выборская волость         |
| 261 | Новины            | деревня | ↘0                                                                                         | Новоржевская волость      |
| 262 | Новоржев          | город   | ↗3222                                                                                      | Новоржев                  |
| 263 | Огородниково      | деревня | ↘2                                                                                         | Выборская волость         |
| 264 | Ольхи             | деревня | ↘3                                                                                         | Выборская волость         |
| 265 | Орша              | деревня | ↘566                                                                                       | Вехнянская волость        |
| 266 | Осинкино          | деревня | ↘19                                                                                        | Вехнянская волость        |
| 267 | Осиновик          | деревня | ↘0                                                                                         | Новоржевская волость      |
| 268 | Османово          | деревня | ↘5                                                                                         | Выборская волость         |
| 269 | Павлиха           | деревня | ↘0                                                                                         | Новоржевская волость      |
| 270 | Пакли             | деревня | →0                                                                                         | Выборская волость         |
| 271 | Панёво            | деревня | ↘0                                                                                         | Выборская волость         |
| 272 | Партизанская Гора | деревня | ↘0                                                                                         | Выборская волость         |
| 273 | Перхово           | деревня | ↘18                                                                                        | Вехнянская волость        |
| 274 | Пестово           | деревня | ↘2                                                                                         | Выборская волость         |
| 275 | Песчанка          | деревня | ↘9                                                                                         | Вехнянская волость        |
| 276 | Песчивицы         | деревня | ↘10                                                                                        | Вехнянская волость        |
| 277 | Песчивицы         | деревня | ↗4                                                                                         | Выборская волость         |
| 278 | Петрово           | деревня | ↘4                                                                                         | Выборская волость         |
| 279 | Петровское        | деревня | ↘1                                                                                         | Новоржевская волость      |
| 280 | Петуны            | деревня | →0                                                                                         | Выборская волость         |
| 281 | Пискуново         | деревня | ↘0                                                                                         | Выборская волость         |
| 282 | Пищино            | деревня | ↘1                                                                                         | Новоржевская волость      |
| 283 | Плавно            | деревня | ↘4                                                                                         | Новоржевская волость      |
| 284 | Платавец          | деревня | →0                                                                                         | Новоржевская волость      |
| 285 | Плешатица         | деревня | →0                                                                                         | Выборская волость         |
| 286 | Плушкино          | деревня | ↘14                                                                                        | Выборская волость         |
| 287 | Плясани           | деревня | ↘9                                                                                         | Вехнянская волость        |
| 288 | Погорелово        | деревня | ↘3                                                                                         | Выборская волость         |
| 289 | Поддубно          | деревня | →0                                                                                         | Выборская волость         |
| 290 | Подлипье          | деревня | →0                                                                                         | Новоржевская волость      |
| 291 | Подлужье          | деревня | ↘5                                                                                         | Новоржевская волость      |
| 292 | Подмежье          | деревня | →20                                                                                        | Новоржевская волость      |
| 293 | Подтопкино        | деревня | ↘0                                                                                         | Выборская волость         |
| 294 | Подъёлышево       | деревня | ↘1                                                                                         | Выборская волость         |
| 295 | Пожито            | деревня | ↘4                                                                                         | Выборская волость         |
| 296 | Полозово          | деревня | ↘2                                                                                         | Новоржевская волость      |
| 297 | Полозово          | деревня | →0                                                                                         | Новоржевская волость      |
| 298 | Поповка           | деревня | →0                                                                                         | Новоржевская волость      |
| 299 | Порядино          | деревня | ↘0                                                                                         | Новоржевская волость      |
| 300 | Посадниково       | деревня | ↘19                                                                                        | Выборская волость         |
| 301 | Потапово          | деревня | ↘2                                                                                         | Новоржевская волость      |
| 302 | Поташово          | деревня | →10                                                                                        | Новоржевская волость      |
| 303 | Приветок          | деревня | ↘0                                                                                         | Вехнянская волость        |
| 304 | Пришвино          | деревня | ↘20                                                                                        | Новоржевская волость      |
| 305 | Прусы             | деревня | ↗6                                                                                         | Вехнянская волость        |
| 306 | Пупово            | деревня | →0                                                                                         | Новоржевская волость      |
| 307 | Пустошка          | деревня | ↘0                                                                                         | Выборская волость         |
| 308 | Пухово            | деревня | →0                                                                                         | Выборская волость         |
| 309 | Пухово            | деревня | ↘0                                                                                         | Выборская волость         |
| 310 | Пыльниково        | деревня | ↘1                                                                                         | Выборская волость         |
| 311 | Пяшино            | деревня | ↘0                                                                                         | Выборская волость         |
| 312 | Разбегаево        | деревня | ↘9                                                                                         | Выборская волость         |
| 313 | Размесово         | деревня | ↘3                                                                                         | Выборская волость         |
| 314 | Рассолово         | деревня | →0                                                                                         | Новоржевская волость      |
| 315 | Рахнихино         | деревня | ↘10                                                                                        | Выборская волость         |
| 316 | Рёдкино           | деревня | ↘5                                                                                         | Выборская волость         |
| 317 | Речево            | деревня | ↗19                                                                                        | Выборская волость         |
| 318 | Речки             | деревня | ↘17                                                                                        | Выборская волость         |
| 319 | Ровное            | деревня | ↘7                                                                                         | Новоржевская волость      |
| 320 | Рог               | деревня | →0                                                                                         | Выборская волость         |
| 321 | Рогаткино         | деревня | ↘10                                                                                        | Выборская волость         |
| 322 | Рогово            | деревня | ↘0                                                                                         | Новоржевская волость      |
| 323 | Росстани          | деревня | ↘1                                                                                         | Выборская волость         |
| 324 | Рубачёво          | деревня | ↘7                                                                                         | Новоржевская волость      |
| 325 | Ругодево          | деревня | ↘40                                                                                        | Выборская волость         |
| 326 | Руднёво           | деревня | →0                                                                                         | Выборская волость         |
| 327 | Рудново           | деревня | →3                                                                                         | Новоржевская волость      |
| 328 | Рудняха           | деревня | ↘26                                                                                        | Новоржевская волость      |
| 329 | Руново            | деревня | →0                                                                                         | Новоржевская волость      |
| 330 | Рылово            | деревня | ↘13                                                                                        | Выборская волость         |
| 331 | Савин Бор         | деревня | →0                                                                                         | Выборская волость         |
| 332 | Савино            | деревня | ↘7                                                                                         | Выборская волость         |
| 333 | Савино            | деревня | ↘0                                                                                         | Выборская волость         |
| 334 | Савино            | деревня | ↘6                                                                                         | Новоржевская волость      |
| 335 | Сазоново          | деревня | →0                                                                                         | Выборская волость         |
| 336 | Самсониха         | деревня | ↘19                                                                                        | Новоржевская волость      |
| 337 | Санёво            | деревня | ↘0                                                                                         | Новоржевская волость      |
| 338 | Саньково          | деревня | ↘0                                                                                         | Новоржевская волость      |
| 339 | Сапельниково      | деревня | ↘1                                                                                         | Выборская волость         |
| 340 | Сахино            | деревня | ↗3                                                                                         | Выборская волость         |
| 341 | Свиномурово       | деревня | ↘0                                                                                         | Выборская волость         |
| 342 | Свистогузово      | деревня | ↘2                                                                                         | Вехнянская волость        |
| 343 | Себеж             | деревня | ↘3                                                                                         | Новоржевская волость      |
| 344 | Себрово           | деревня | ↘0                                                                                         | Выборская волость         |
| 345 | Седоговец         | деревня | ↗21                                                                                        | Вехнянская волость        |
| 346 | Седухино          | деревня | →0                                                                                         | Вехнянская волость        |
| 347 | Селецкое          | деревня | ↘8                                                                                         | Новоржевская волость      |
| 348 | Селиваново        | деревня | →0                                                                                         | Выборская волость         |
| 349 | Селиваново        | деревня | ↘0                                                                                         | Вехнянская волость        |
| 350 | Селюгино          | деревня | ↘11                                                                                        | Выборская волость         |
| 351 | Семенкино         | деревня | ↘0                                                                                         | Новоржевская волость      |
| 352 | Семёнкино         | деревня | →0                                                                                         | Выборская волость         |
| 353 | Семилово          | деревня | ↘2                                                                                         | Новоржевская волость      |
| 354 | Сенная            | деревня | ↘1                                                                                         | Новоржевская волость      |
| 355 | Симаниха          | деревня | →0                                                                                         | Новоржевская волость      |
| 356 | Симоново          | деревня | ↘1                                                                                         | Новоржевская волость      |
| 357 | Сипово            | деревня | ↘8                                                                                         | Выборская волость         |
| 358 | Скоморохово       | деревня | →0                                                                                         | Вехнянская волость        |
| 359 | Слигино           | деревня | →0                                                                                         | Новоржевская волость      |
| 360 | Снятница          | деревня | ↘3                                                                                         | Выборская волость         |
| 361 | Соболицы          | деревня | ↘19                                                                                        | Выборская волость         |
| 362 | Срезнево          | деревня | →0                                                                                         | Выборская волость         |
| 363 | Станки            | деревня | ↘0                                                                                         | Выборская волость         |
| 364 | Староселье        | деревня | ↗23                                                                                        | Вехнянская волость        |
| 365 | Старый Двор       | деревня | →16                                                                                        | Выборская волость         |
| 366 | Степанькино       | деревня | ↘17                                                                                        | Новоржевская волость      |
| 367 | Стехново          | деревня | →0                                                                                         | Новоржевская волость      |
| 368 | Стехново          | деревня | ↘191                                                                                       | Выборская волость         |
| 369 | Стехово           | деревня | ↘2                                                                                         | Новоржевская волость      |
| 370 | Стехово           | деревня | ↘15                                                                                        | Выборская волость         |
| 371 | Столбушино        | деревня | ↗9                                                                                         | Новоржевская волость      |
| 372 | Сторожня          | деревня | ↘16                                                                                        | Вехнянская волость        |
| 373 | Стрелкино         | деревня | →4                                                                                         | Выборская волость         |
| 374 | Струга            | деревня | ↘15 009                                                                                    | Вехнянская волость        |
| 375 | Ступино           | деревня | ↘5                                                                                         | Выборская волость         |
| 376 | Судеревье         | деревня | ↘0                                                                                         | Новоржевская волость      |
| 377 | Суслово 1         | деревня | ↘4                                                                                         | Выборская волость         |
| 378 | Суслово 2         | деревня | ↘1                                                                                         | Выборская волость         |
| 379 | Сухарево          | деревня | ↘3                                                                                         | Новоржевская волость      |
| 380 | Сухлово           | деревня | ↘12                                                                                        | Вехнянская волость        |
| 381 | Сухлово           | деревня | ↘8                                                                                         | Новоржевская волость      |
| 382 | Сушково           | деревня | ↘6                                                                                         | Выборская волость         |
| 383 | Тайлово           | деревня | Получено слишком много сущностей из Викиданные. Количество загруженных сущностей: 400/400. | Новоржевская волость      |
| 384 | Тараскино         | деревня | Получено слишком много сущностей из Викиданные. Количество загруженных сущностей: 400/400. | Выборская волость         |
| 385 | Тарасово          | деревня | Получено слишком много сущностей из Викиданные. Количество загруженных сущностей: 400/400. | Новоржевская волость      |
| 386 | Тарутино          | деревня | Получено слишком много сущностей из Викиданные. Количество загруженных сущностей: 400/400. | Новоржевская волость      |
| 387 | Тархово           | деревня | Получено слишком много сущностей из Викиданные. Количество загруженных сущностей: 400/400. | Новоржевская волость      |
| 388 | Теляково          | деревня | Получено слишком много сущностей из Викиданные. Количество загруженных сущностей: 400/400. | Вехнянская волость        |
| 389 | Тетерино          | деревня | Получено слишком много сущностей из Викиданные. Количество загруженных сущностей: 400/400. | Выборская волость         |
| 390 | Тимошкино         | деревня | Получено слишком много сущностей из Викиданные. Количество загруженных сущностей: 400/400. | Новоржевская волость      |
| 391 | Тихомор           | деревня | Получено слишком много сущностей из Викиданные. Количество загруженных сущностей: 400/400. | Новоржевская волость      |
| 392 | Тишково           | деревня | Получено слишком много сущностей из Викиданные. Количество загруженных сущностей: 400/400. | Новоржевская волость      |
| 393 | Трахачево         | деревня | Получено слишком много сущностей из Викиданные. Количество загруженных сущностей: 400/400. | Новоржевская волость      |
| 394 | Тростницы         | деревня | Получено слишком много сущностей из Викиданные. Количество загруженных сущностей: 400/400. | Вехнянская волость        |
| 395 | Трубачево         | деревня | Получено слишком много сущностей из Викиданные. Количество загруженных сущностей: 400/400. | Выборская волость         |
| 396 | Трупехино         | деревня | Получено слишком много сущностей из Викиданные. Количество загруженных сущностей: 400/400. | Новоржевская волость      |
| 397 | Трупехино         | деревня | Получено слишком много сущностей из Викиданные. Количество загруженных сущностей: 400/400. | Выборская волость         |
| 398 | Туровец           | деревня | Получено слишком много сущностей из Викиданные. Количество загруженных сущностей: 400/400. | Выборская волость         |
| 399 | Улиткино          | деревня | Получено слишком много сущностей из Викиданные. Количество загруженных сущностей: 400/400. | Выборская волость         |
| 400 | Усадище           | деревня | Получено слишком много сущностей из Викиданные. Количество загруженных сущностей: 400/400. | Выборская волость         |
| 401 | Усадище           | деревня | Получено слишком много сущностей из Викиданные. Количество загруженных сущностей: 400/400. | Выборская волость         |
| 402 | Усачёво           | деревня | Получено слишком много сущностей из Викиданные. Количество загруженных сущностей: 400/400. | Выборская волость         |
| 403 | Устиново          | деревня | Получено слишком много сущностей из Викиданные. Количество загруженных сущностей: 400/400. | Вехнянская волость        |
| 404 | Фатьяново         | деревня | Получено слишком много сущностей из Викиданные. Количество загруженных сущностей: 400/400. | Выборская волость         |
| 405 | Федоново          | деревня | Получено слишком много сущностей из Викиданные. Количество загруженных сущностей: 400/400. | Новоржевская волость      |
| 406 | Федотово          | деревня | Получено слишком много сущностей из Викиданные. Количество загруженных сущностей: 400/400. | Новоржевская волость      |
| 407 | Ферково           | деревня | Получено слишком много сущностей из Викиданные. Количество загруженных сущностей: 400/400. | Выборская волость         |
| 408 | Филково           | деревня | Получено слишком много сущностей из Викиданные. Количество загруженных сущностей: 400/400. | Выборская волость         |
| 409 | Фомино            | деревня | Получено слишком много сущностей из Викиданные. Количество загруженных сущностей: 400/400. | Выборская волость         |
| 410 | Фомино            | деревня | Получено слишком много сущностей из Викиданные. Количество загруженных сущностей: 400/400. | Новоржевская волость      |
| 411 | Ханёво            | деревня | Получено слишком много сущностей из Викиданные. Количество загруженных сущностей: 400/400. | Новоржевская волость      |
| 412 | Ханево            | деревня | Получено слишком много сущностей из Викиданные. Количество загруженных сущностей: 400/400. | Новоржевская волость      |
| 413 | Харитоново        | деревня | Получено слишком много сущностей из Викиданные. Количество загруженных сущностей: 400/400. | Новоржевская волость      |
| 414 | Харлапово         | деревня | Получено слишком много сущностей из Викиданные. Количество загруженных сущностей: 400/400. | Новоржевская волость      |
| 415 | Хахалёво          | деревня | Получено слишком много сущностей из Викиданные. Количество загруженных сущностей: 400/400. | Выборская волость         |
| 416 | Хвостово          | деревня | Получено слишком много сущностей из Викиданные. Количество загруженных сущностей: 400/400. | Выборская волость         |
| 417 | Хортово           | деревня | Получено слишком много сущностей из Викиданные. Количество загруженных сущностей: 400/400. | Новоржевская волость      |
| 418 | Чистый Бор        | деревня | Получено слишком много сущностей из Викиданные. Количество загруженных сущностей: 400/400. | Вехнянская волость        |
| 419 | Шараново          | деревня | Получено слишком много сущностей из Викиданные. Количество загруженных сущностей: 400/400. | Выборская волость         |
| 420 | Шастово           | деревня | Получено слишком много сущностей из Викиданные. Количество загруженных сущностей: 400/400. | Вехнянская волость        |
| 421 | Шаурино           | деревня | Получено слишком много сущностей из Викиданные. Количество загруженных сущностей: 400/400. | Новоржевская волость      |
| 422 | Шестово           | деревня | Получено слишком много сущностей из Викиданные. Количество загруженных сущностей: 400/400. | Новоржевская волость      |
| 423 | Шикени            | деревня | Получено слишком много сущностей из Викиданные. Количество загруженных сущностей: 400/400. | Выборская волость         |
| 424 | Шилово            | деревня | Получено слишком много сущностей из Викиданные. Количество загруженных сущностей: 400/400. | Новоржевская волость      |
| 425 | Ширигино          | деревня | Получено слишком много сущностей из Викиданные. Количество загруженных сущностей: 400/400. | Выборская волость         |
| 426 | Шнитово           | деревня | Получено слишком много сущностей из Викиданные. Количество загруженных сущностей: 400/400. | Новоржевская волость      |
| 427 | Щербихино         | деревня | Получено слишком много сущностей из Викиданные. Количество загруженных сущностей: 400/400. | Выборская волость         |
| 428 | Щербово           | деревня | Получено слишком много сущностей из Викиданные. Количество загруженных сущностей: 400/400. | Новоржевская волость      |
| 429 | Юдино             | деревня | Получено слишком много сущностей из Викиданные. Количество загруженных сущностей: 400/400. | Новоржевская волость      |
| 430 | Юренцево          | деревня | Получено слишком много сущностей из Викиданные. Количество загруженных сущностей: 400/400. | Новоржевская волость      |
| 431 | Юшково            | деревня | Получено слишком много сущностей из Викиданные. Количество загруженных сущностей: 400/400. | Новоржевская волость      |
| 432 | Ягодино           | деревня | Получено слишком много сущностей из Викиданные. Количество загруженных сущностей: 400/400. | Выборская волость         |
| 433 | Ягупово           | деревня | Получено слишком много сущностей из Викиданные. Количество загруженных сущностей: 400/400. | Вехнянская волость        |
| 434 | Яковлевское       | деревня | Получено слишком много сущностей из Викиданные. Количество загруженных сущностей: 400/400. | Выборская волость         |
| 435 | Яконово           | деревня | Получено слишком много сущностей из Викиданные. Количество загруженных сущностей: 400/400. | Выборская волость         |
| 436 | Ямищи             | деревня | Получено слишком много сущностей из Викиданные. Количество загруженных сущностей: 400/400. | Вехнянская волость        |
| 437 | Ясень             | деревня | Получено слишком много сущностей из Викиданные. Количество загруженных сущностей: 400/400. | Выборская волость         |
| 438 | Ячино             | деревня | Получено слишком много сущностей из Викиданные. Количество загруженных сущностей: 400/400. | Новоржевская волость      |

## Муниципально-территориальное устройство
С апреля 2015 года в состав Новоржевского района входят 4 муниципальных образования, в том числе: 1 городское и 3 сельских поселений (волостей):
| № | Муниципальное образование | Статус МО | Административный центр | Количество населённых пунктов | Население                                                                                  | Площадь, км² |
| - | ------------------------- | --------- | ---------------------- | ----------------------------- | ------------------------------------------------------------------------------------------ | ------------ |
| 1 | Новоржев                  | ГП        | город Новоржев         | 1                             | ↗3222                                                                                      | 8,60         |
| 2 | Вехнянская волость        | СП        | деревня Орша           | 69                            | Получено слишком много сущностей из Викиданные. Количество загруженных сущностей: 400/400. | 323,00       |
| 3 | Выборская волость         | СП        | деревня Выбор          | 197                           | Получено слишком много сущностей из Викиданные. Количество загруженных сущностей: 400/400. | 721,00       |
| 4 | Новоржевская волость      | СП        | город Новоржев         | 171                           | Получено слишком много сущностей из Викиданные. Количество загруженных сущностей: 400/400. | 629,41       |

### История муниципального устройства

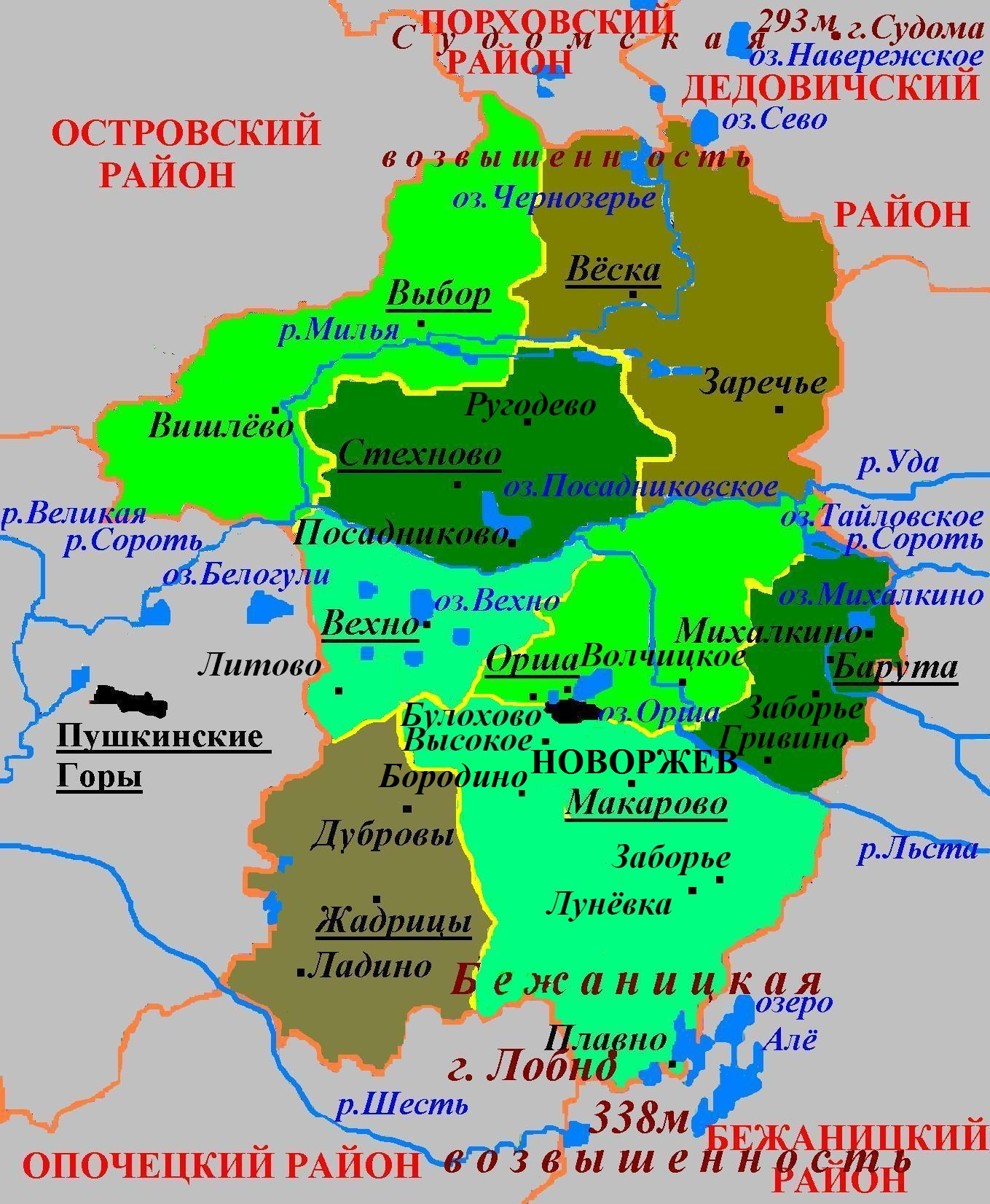
Административное деление Новоржевского района в 2005—2015 годах

Законом от 28 февраля 2005 года в составе муниципального района было образовано 9 муниципальных образований, в том числе 1 городское поселение и 8 сельских поселений (волостей).
| № | Муниципальное образование | Статус МО | Площадь, км² | Население, 14.10.2010 чел. | Население, 01.01.2015 чел. | Административный центр |
| - | ------------------------- | --------- | ------------ | -------------------------- | -------------------------- | ---------------------- |
| 1 | Новоржев                  | ГП        | 8,60         | 3695                       | 3403                       | город Новоржев         |
| 2 | Барутская волость         | СП        | 151,34       | 459                        | 419                        | деревня Барута         |
| 3 | Вехнянская волость        | СП        | 127,00       | 553                        | 496                        | деревня Вехно          |
| 4 | Выборская волость         | СП        | 255,00       | 916                        | 818                        | деревня Выбор          |
| 5 | Вёскинская волость        | СП        | 316,00       | 617                        | 529                        | деревня Вёска          |
| 6 | Жадрицкая волость         | СП        | 197,40       | 649                        | 586                        | деревня Жадрицы        |
| 7 | Макаровская волость       | СП        | 280,67       | 832                        | 763                        | деревня Макарово       |
| 8 | Оршанская волость         | СП        | 196,00       | 1170                       | 1130                       | деревня Орша           |
| 9 | Стехновская волость       | СП        | 150,00       | 443                        | 439                        | деревня Стехново       |

Законом Псковской области от 30 марта 2015 года Барутская, Макаровская и Жадрицкая волости были объединены в новообразованное муниципальное образование Новоржевская волость с административным центром в городе Новоржев; также в состав Вехнянской волости была включена упразднённая Оршанская волость с переносом центра в деревню Орша, а в состав Выборской волости вошли упразднённые Вескинская и Стехновская волости.

## Политика
Глава Новоржевского района избирается путём всеобщего, равного, прямого, тайного голосования сроком на пять лет и является высшим должностным лицом муниципального района, а также возглавляет Администрацию района — орган местного самоуправления, осуществляющий исполнительно-распорядительные функции. В сентябре 2019 года главой Новоржевского района была избрана Пугачева Софья Олеговна, выдвинутая Псковским региональным отделением партии Яблоко.
Собрание депутатов является представительным органом Новоржевского района, состоит из 15 депутатов, избираемых путём всеобщего, равного, прямого, тайного голосования сроком на пять лет. Депутаты большинством голосов от установленной численности избирают из своего числа Председателя Собрания депутатов Новоржевского района, которым в результате последних выборов стала Трифонова Любовь Мироновна.
В районе работают местные отделения политических партий «Единая Россия» и КПРФ. Секретарь местного отделения Партии «Единая Россия» Васильева Наталья Викторовна является ведущим специалистом в отделе ЖКХ Администрации Новоржевского района. Секретарь местного отделения партии КПРФ Степанова Тамара Андреевна является также руководителем фракции в Собрании депутатов Новоржевского района.

## Экономика
Сельскохозяйственные предприятия Новоржевского района занимаются животноводством и растениеводством. Производятся:
- молоко
- мясо крупного рогатого скота
- корма
- лен-долгунец
- зерно

Промышленность представлена заводами «Объектив», занимающимся производством и продажей кабеля, и «Ленок», производящий лён, льноволокно и льноватин.

## Транспорт
Через район проходит автодорога регионального значения Р58 Новгородка — Пушкинские Горы — Новоржев — Бежаницы — Локня. Действуют междугородные маршруты автобусов № 974 Санкт-Петербург — Новоржев, № 525 Москва — Псков.

## Культура
С 1977 года в городе Новоржев работает Музей истории Новоржевского края, который в настоящее время является филиалом Псковского музея-заповедника.
Районный культурный комплекс Новоржевского района выиграл конкурс «Клуб года» в 2010 году среди районных муниципальных учреждений культуры Псковской области.
В фонде «Центральной районной библиотеки» находится более 200 000 изданий, которыми пользуются более 6 000 читателей. Библиотеке подчинены отдел по работе с детьми и 14 сельских филиалов.

## Достопримечательности
Госкомитет Псковской области по культуре выделяет на территории Новоржевского района такие объекты, как:
- входят в перечень объектов исторического и культурного наследия общероссийского значения[40]:
  - Казанская церковь (1739) в деревне Посадниково[41]
  - Церковь Покрова Пресвятой Богородицы (1762) в деревне Барута
  - Церковь Преображения Господня (1767) в деревне Вехно
  - Дом Бороздиных (вторая половина XVIII века) в деревне Ладино
  - Воскресенская церковь (1768) в деревне Ладино
  - Церковь Успения Пресвятой Богородицы (1787) в деревне Столбушино
  - Усадьба помещиков Львовых (конец XVIII века) в деревне Алтун
  - Танк Т-34 (?) в городе Новоржев
  - Памятник Екатерине II (2002) в городе Новоржев

## Средства массовой информации
Самое читаемое онлайн-медиа на территории Новоржевского района  — сообщество «Граждане Новоржевского края» (ВКонтакте, Телеграм). С нерегулярной периодичностью издание выходит в печатном формате под брендом «ГражданинЪ».